# Harclean
De Harclean (Syrisch: ܡܦܩܬܐ ܚܪܩܠܝܬܐ, mappaqtâ harqelâytâ) is een kritische revisie in het Syrisch op de Philoxenian Bijbelvertaling uit 616 na Christus.

## Historie
De Harclean werd samengesteld en geschreven door de Syrische geleerde en bisschop Thomas van Harkel in Mesopotamië en uitgegeven in Alexandrië.
De revisie van de Philoxenian was zo dicht mogelijk tegen de Griekse tekst aan van het Nieuwe Testament, dat hij het soms op een akkoordje wierp met de Syrische taal. Dit had het gevolg dat, het minder bruikbaar was voor de Syrische kerken om deze versie te gebruiken. Binnen de Syrisch-orthodoxe Kerk werd de Harclean wel nog populair in lectionaria, maar het was uiteindelijk de Peshitta die als standaardvertaling gehanteerd werd.
Het Oude Testament werd tegelijkertijd herzien door Paulus van Tella. De revisie omvat het hele Nieuwe Testament met uitzondering van Openbaring. Hij beperkte zich daarbij niet tot enkel één Griekse tekst. Niettemin is de Harclean versie belangrijk om zijn wetenschappelijkheid.
Met deze versie heeft hij de vroeg bekendste versies van het Evangelie gepubliceerd met kritische aantekeningen en wordt nog steeds geraadpleegd bij hedendaagse revisies van de oude Griekse tekst.

## Synoniemen
- Harklean
- Harclensis
- syrh.